# Martin Mimoun
Martin  Mimoun né le 11 juin 1992 à Compiègne (Oise), est un footballeur franco-algéro-marocain qui évolue au poste de milieu offensif.

## Biographie

### Origines familiales
Martin Michel Mimoun est le petit-fils de Michel Le Milinaire, entraîneur historique du Stade lavallois, et le petit-neveu d'Alain Mimoun, champion olympique du marathon en 1956. Son père Nordine Mimoun, de nationalité marocaine et algérienne, a été joueur au Stade lavallois, à Vannes et Beauvais. Son frère ainé Antoine Mimoun fut pensionnaire du centre de formation du Stade lavallois de 2005 à 2010.

### Formation et débuts

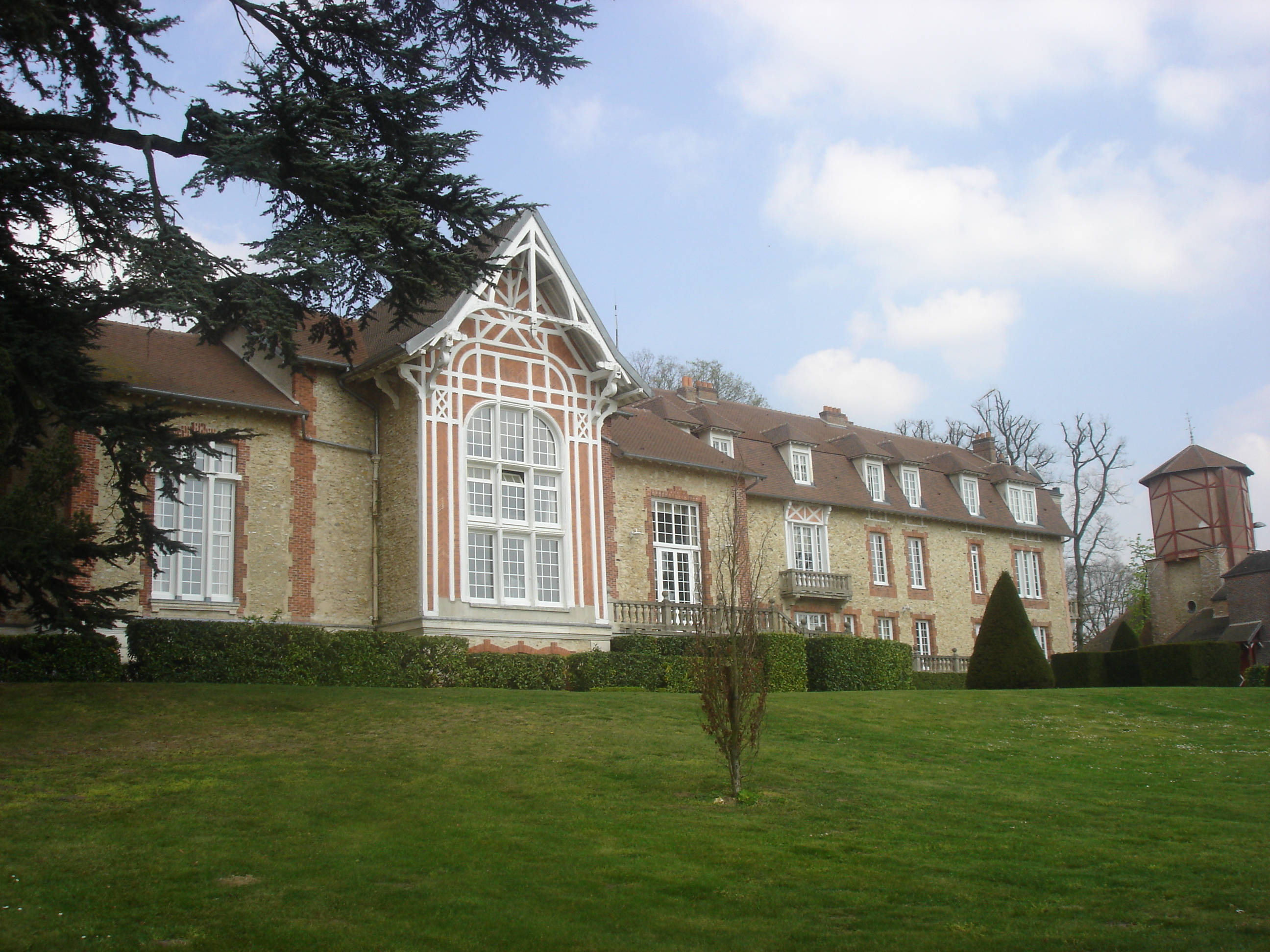
Martin Mimoun effectue sa préformation à l'INF Clairefontaine.

Passé par l'US Choisy-au-Bac et l'AFC Compiègne, Martin Mimoun intègre l'INF Clairefontaine en 2005 pour y parfaire sa préformation. Le week-end il joue en 14 ans fédéraux avec son club de Compiègne puis avec l'Olympique Saint-Quentin. Convoité par plusieurs clubs professionnels, il privilégie la proximité géographique et signe en 2007 avec le Paris Saint-Germain, qu'il rejoindra l'année suivante, à seize ans. En 2007-2008, pour sa dernière année à l'INF, il devient international français des moins de 16 ans (dix sélections, deux buts). Avec le PSG il est sacré champion de France U19 en 2010 après avoir été quart de finaliste de la Coupe Gambardella en 2009. En 2010 il ne se voit pas proposer de contrat stagiaire et doit quitter le club. Il s'engage alors au Stade Lavallois, après avoir effectué un essai au FC Lorient. Il commence en U19 puis évolue avec l'équipe réserve en CFA2 lors de sa première saison. Lors de sa seconde année, il est régulièrement appelé avec les professionnels à l'entraînement et fait sa première apparition en match officiel à Furiani face au SC Bastia.

### Carrière de footballeur professionnel

#### Stade lavallois (2013-2015)
En janvier 2013, il signe son premier contrat professionnel et est prêté dans la foulée pour six mois à l'US Quevilly pour pouvoir avoir du temps de jeu et s’aguerrir. En six mois il est titularisé à 19 reprises et marque trois buts. De retour à Laval, il n'est utilisé que de manière irrégulière. En fin de contrat en 2015 et malgré une proposition de prolongation du club, il décide de s'envoler pour la Slovénie et l'Olimpija Ljubljana.

#### Olimpija Ljubljana (2015-2016)
À nouveau libre, Martin Mimoun rejoint le NK Olimpija Ljubljana en Slovénie. Titulaire indiscutable surtout lors de la première partie de saison (meilleur passeur du championnat a la trêve), il est sacré champion de Slovénie en remportant la Prva Liga, mettant fin à un règne de cinq ans du NK Maribor.

#### US Créteil-Lusitanos (2016-2017)
Désireux de revenir en France, Martin Mimoun rejoint l'US Créteil en 2016, après un essai concluant. Rapidement installé en tant que titulaire, il ne peut permettre à Créteil de viser plus qu'une place de mi-tableau et ce même en faisant la meilleure saison de sa carrière. Il inscrit en effet neuf buts et délivre cinq passes décisives sur la saison mais son club ne finit que 12e lors de cet exercice. En mai 2017, les entraîneurs de National l'élisent dans l'équipe type de la saison pour le site Foot-National, en tant que remplaçant. La même saison, France Football lui remet l'étoile d'Or de National.

#### SC Bastia puis Paris FC (2017-2018)
Le 7 juillet, Martin Mimoun signe au SC Bastia, qui vient d'être relégué de L1. Le club est en proie a des problèmes financiers et administratifs. Il résilie son contrat trois semaines après son arrivée et s'engage début août au Paris FC, fraîchement promu en Ligue 2 . Le SC Bastia quant à lui est rétrogradé en National 3.

### Reconversion
Il s'est reconverti dans l'immobilier depuis 2021.

## Statistiques
| Saison                | Club                  | Championnat           | Championnat | Championnat | Championnat | Coupe nationale | Coupe nationale | Coupe nationale | Coupe de la Ligue | Coupe de la Ligue | Coupe de la Ligue | Total | Total | Total |
| Saison                | Club                  | Division              | M.          | B.          | P.d.        | M.              | B.              | P.d.            | M.                | B.                | P.d.              | M.    | B.    | P.d.  |
| 2011-2012             | Stade lavallois       | Ligue 2               | 1           | 0           | 0           | -               | -               | -               | -                 | -                 | -                 | 1     | 0     | 0     |
| 2012-2013             | Stade lavallois       | Ligue 2               | -           | -           | -           | -               | -               | -               | 1                 | 0                 | 0                 | 1     | 0     | 0     |
| 2012-2013             | US Quevilly (prêt)    | National              | 19          | 3           | 0           | -               | -               | -               | -                 | -                 | -                 | 19    | 3     | 0     |
| 2013-2014             | Stade lavallois       | Ligue 2               | 9           | 1           | 0           | 1               | 0               | 0               | -                 | -                 | -                 | 10    | 1     | 0     |
| 2014-2015             | Stade lavallois       | Ligue 2               | 15          | 1           | 4           | 3               | 1               | 0               | 2                 | 0                 | 0                 | 20    | 2     | 4     |
| Sous-total            | Sous-total            | Sous-total            | 44          | 5           | 4           | 4               | 1               | 0               | 3                 | 0                 | 0                 | 51    | 6     | 4     |
| 2015-2016             | Olimpija Ljubljana    | Prva Liga             | 25          | 0           | 5           | 2               | 0               | 0               | -                 | -                 | -                 | 27    | 0     | 5     |
| Sous-total            | Sous-total            | Sous-total            | 25          | 0           | 5           | 2               | 0               | 0               | -                 | -                 | -                 | 27    | 0     | 5     |
| 2016-2017             | US Créteil-Lusitanos  | National              | 26          | 9           | 0           | 1               | 0               | 0               | -                 | -                 | -                 | 27    | 9     | 0     |
| Sous-total            | Sous-total            | Sous-total            | 26          | 9           | 0           | 1               | 0               | 0               | -                 | -                 | -                 | 27    | 9     | 0     |
| 2017-2018             | Paris FC              | Ligue 2               | 8           | 1           | 0           | 1               | 0               | 0               | 2                 | 0                 | 0                 | 11    | 1     | 0     |
| Sous-total            | Sous-total            | Sous-total            | 8           | 1           | 0           | 1               | 0               | 0               | 2                 | 0                 | 0                 | 11    | 1     | 0     |
| 2018-janv. 2019       | Politehnica Iași      | Liga I                | 5           | 0           | 0           | 1               | 0               | 0               | -                 | -                 | -                 | 6     | 0     | 0     |
| Sous-total            | Sous-total            | Sous-total            | 5           | 0           | 0           | 1               | 0               | 0               | -                 | -                 | -                 | 6     | 0     | 0     |
| févr. 2019-mai 2019   | RE Virton             | Division 1A           | 4           | 1           | 0           | -               | -               | -               | -                 | -                 | -                 | 4     | 1     | 0     |
| Sous-total            | Sous-total            | Sous-total            | 4           | 1           | 0           | -               | -               | -               | -                 | -                 | -                 | 4     | 1     | 0     |
| 2019-2020             | Les Herbiers VF       | National 2            | 17          | 1           | 0           | 1               | 0               | -               | -                 | -                 | -                 | 18    | 1     | 0     |
| Sous-total            | Sous-total            | Sous-total            | 17          | 1           | 0           | 1               | 0               | -               | -                 | -                 | -                 | 18    | 1     | 0     |
| Total sur la carrière | Total sur la carrière | Total sur la carrière | 129         | 17          | 15          | 9               | 1               | 0               | 5                 | 0                 | 0                 | 143   | 18    | 15    |

## Palmarès

### En club
- Champion de Slovénie en 2016 avec l'Olimpija Ljubljana.